# Paradiso
Paradiso er en by (forstad til Lugano) i Schweiz med 4.144(2017) indbyggere og er samtidig en selvstændig kommune i den schweiziske kanton Ticino.

## Beliggenhed
Paradiso ligger særdeles smukt ved Luganosøen for foden af bjerget San Salvatore. Byen er helt vokset sammen med Lugano og grænsen mellem de to byer er så meget udvisket, at Paradiso i dag mest regnes som en bydel i Lugano.

## Oprindelse
Først i 1929 kom stedet til at hedde Paradiso, der før var navnet Calprino. Fra midten af det 20. århundrede var Paradiso med sin flotte strandpromenade, sine store, dyre hoteller og fashionable butikker en turistmagnet til gavn for Lugano og omegn. Byen rummer mange store villaer og lejlighedskomplekser.

## Transport
Byen ligger lige på indfaldsvejen til Lugano, når man kommer fra motorvejen sydfra.
Luganos bybusser kører også til Paradiso, der hermed har god forbindelse til transitbusser og -tog.
Der er regelmæssig skibsafgang på personfærgeforbindelsen tværs over Luganosøen.
Til udsigts- og udflugtspunktet på bjerget San Salvatore går der en kabelbane, beregnet for passagertransport.
Den nærliggende lufthavn, Aeroporto di Lugano, ligger på modsatte side af motorvejen (E45).

## Turisme
For turisterne er der mulighed for at komme op på bjerget San Salvatore med kabelbanen. Togets endestation ligger i en højde af 912 m o.h, og herfra er der en fantastisk udsigt over både Lugano, Paradiso og søen. Der er restaurant, kiosk og souvenirbod oppe ved endestationen.
På Paradisos strandpromenade er der ikke langt imellem restauranterne, der nyder godt af det næsten tropisk varme vejr i hele sommerhalvåret.

## Galleri
- Bugten ved Lugano, set fra Paradiso
- Dalstationen ved San Salvatore-Banen
- San Salvatore-Banen
- Kig ud over søen